# Bassia pilosa
Bassia pilosa är en amarantväxtart som först beskrevs av Fisch. och Carl Anton von Meyer, och fick sitt nu gällande namn av Helmut E. Freitag och G. Kadereit. Bassia pilosa ingår i släktet kvastmållor, och familjen amarantväxter. Inga underarter finns listade i Catalogue of Life.